# Omar Córdoba
Omar Federico Córdoba Quintero (nacido el 13 de junio de 1994) es un futbolista panameño que actualmente juega como defensa en el Club Deportivo Plaza Amador de la Primera División de Panamá.

## Trayectoria

### Tauro FC
Se formó en la cantera del Tauro FC y su debut profesional en la Primera División de Panamá el 1 de noviembre de 2012 en el empate 2 a 2 contra el Alianza FC en el Estadio Luis Ernesto Cascarita Tapia en donde fue titular y jugó todo el partido. En el LPF Apertura 2012 jugó 1 partido en donde quedaron en la sexta posición quedándose a unos pasos de clasificarse a la semifinales. En la LPF Clausura 2013 jugó 5 partidos en donde quedaron en las semifinales en donde perdieron en un marcador global de 3 a 2 contra el Sporting SM en donde no estuvo convocado. Salió campeón con el club de la LPF Apertura 2013 en donde ganaron la final 1 a 0 contra el San Francisco FC en el Estadio Rommel Fernández en donde no estuvo convocado, en dicho torneo jugó 1 partido. En la Liga de Campeones de la Concacaf 2014-15 jugando 2 partidos en donde quedaron eliminados en las fase de grupos en donde quedaron en la última posición del grupo 4. En la LPF Apertura 2014 jugó 16 partidos en donde fueron eliminados en las semifinales en donde quedaron empate 2 a 2 contra el Sporting SM en donde pasó el Sporting por a ver quedó en el primer lugar de la ronda regular en córdoba jugó en los 2 partidos. En la LPF Clausura 2015 jugó 10 partidos y anotó 1 gol en donde en la octava posición. En la LPF Apertura 2015 jugó 12 partidos en donde quedó en la sexta posición quedando a unos pasos de clasificarse a las semifinales. En la LPF Clausura 2016 jugó 4 partidos en donde quedó nuevamente en la sexta posición quedando a unos pasos de clasificarse a las semifinales.

### CA Independiente
El 1 de julio de 2016 fue anunciado como nuevo jugador del Club Atlético Independiente de La Chorrera. Fue subcampeón de la LNA Apertura 2016 en donde la final 1 a 2 contra el Costa del Este FC en el Estadio Maracaná de Panamá. Salió campeón del Ascenso LPF Clausura 2017 en donde le ganaron la final 2 a 1 contra el Deportivo Municipal San Miguelito en el Estadio Maracaná de Panamá. Salió campeón de la Gran Final Primera LNA 2016/2017 en donde le ganaron la final 2 a 1 en los tiempos extras contra el Costa del Este en el Estadio Maracaná de Panamá así logrando el ascenso a la Primera División de Panamá. En la LPF Apertura 2017 jugó 16 partidos en donde quedaron en la sexta posición en donde se quedó a unos pasos de clasificarse a las semifinales. Salió campeón de la LPF Clausura 2018 en donde ganaron la final 1 a 0 contra el Tauro FC en el Estadio Rommel Fernández en donde fue titular y jugó hasta el minuto 89, en dicho torneo jugó 11 partidos. En el Torneo Apertura 2018 jugó 14 partidos y anotó 2 goles en donde quedó en la novena posición. En la Liga de Campeones de la Concacaf 2019 jugó 4 partidos en donde fueron eliminados en los cuartos de final en donde perdieron en un marcador global de 2 a 4 contra el Sporting Kansas City en donde jugó en los 2 partidos. Salió campeón del Torneo Clausura 2019 en donde ganaron la final 1 a 4 en la tandas de los penales en donde quedó 1 a 1 en los tiempos extras contra el San Francisco FC en el Estadio Rommel Fernández en donde fue titular y jugó todo el partido, en dicho torneo jugó 19 partidos. En la Liga Concacaf 2019 jugó 3 partidos en donde fueron eliminados en los cuartos de final en un marcador global de 2 a 4 contra el Deportivo Saprissa en donde jugó en 1 partido. En el Torneo Apertura 2019 16 partidos y anotó 1 gol en donde fueron eliminados en las semifinales en donde perdieron en un marcador global de 0 a 3 contra el Tauro FC en donde jugó en los 2 partidos. En el Torneo Apertura 2020 sólo jugó 4 partidos porque se suspendió por el COVID 19. En la Liga Concacaf 2020 jugó 1 partido en donde fueron eliminados en la fase preliminar en donde perdieron 2 a 4 en las tandas de los penales en donde quedó 0 a 0 en los tiempos extra contra el Antigua GFC en el  Estadio Rommel Fernández en donde fue titular y jugó todo el partido. Salió campeón del Torneo Clausura 2020 en donde ganaron la final 3 a 1 contra el San Francisco FC en el Estadio Agustín Muquita Sánchez en donde fue titular y jugó todo el partido, en dicho torneo jugó 11 partidos. En el Torneo Apertura 2021 jugó 15 partidos en donde quedaron eliminados en los playoff en donde perdieron 7 a 8 en las tandas de los penales en donde quedó 0 a 0 en los tiempos extras contra el Sporting SM en el Estadio Agustín Muquita Sánchez en donde fue titular y jugó todo el partido. En la Liga Concacaf 2021 jugó 2 partidos en donde quedaron eliminados en los octavos de final 0 a 2 contra el Forge FC en donde jugó en los 2 partidos. En el Torneo Clausura 2021 jugó 13 partidos y anotó 2 goles en donde fueron eliminados en los playoff en donde perdieron la final 1 a 3 contra el Alianza FC en el Estadio Agustín Muquita Sánchez en donde no estuvo convocado. En la Torneo Apertura 2022 jugó 2 partidos en donde fueron eliminados nuevamente en los playoff en donde perdieron 1 a 2 en los tiempos extras contra el Tauro FC en el Estadio Agustín Muquita Sánchez en donde no estuvo convocado porque ya pertenecía a otro club.

### Zulia FC
El 14 de febrero de 2022 fue anunciado como nuevo jugador del Zulia FC. Debutó con el club en la Primera División de Venezuela el 27 de febrero de 2022 en la derrota 0 a 1 contra el ACD Lara en el Estadio de fútbol La Victoria en donde fue titular y jugó todo el partido. En la Primera División de Venezuela 2022 jugó 26 partidos en donde quedaron en la decimocuarta posición de la Fase regular.

### Tauro FC
El 20 de diciembre de 2022 fue anunciado como nuevo jugador del Tauro FC. Debutó con el club el 15 de enero de 2023 en la derrota 0 a 1 contra Alianza FC en el Estadio Rommel Fernández en donde fue titular y jugó hasta e minuto 75. Fue subcampeón del Torneo Apertura 2023 en donde perdieron la final 3 a 1 contra el CA Independiente en el Estadio Rommel Fernández en donde no estuvo convocado, en dicho torneo jugó 13 partidos. Fue nuevamente subcampeón pero esta vez del Torneo Clausura 2023 en donde perdieron la final 3 a 0 nuevamente contra el CA Independiente en el Estadio Universidad Latina en donde fue titular y jugó hasta el minuto 69, en dicho torneo jugó 14 partidos.

### Deportivo la Guaira
El 8 de enero de 2024 fue anunciado como nuevo jugador del Deportivo la Guaira. Debutó con el club el 11 de febrero de 2024 en la victoria 2 a 1 contra el Monagas SC en el Estadio Olímpico de la UCV en donde fue titular y jugó todo el partido. En el Torneo Apertura 2024 jugó 16 partidos en donde quedaron en la segunda posición del grupo A del cuadrangular de las semifinales quedándose a un paso de clasificarse a la final del torneo.

### CD Plaza Amador
El 13 de julio de 2024 fue anunciado como nuevo jugador del CD Plaza Amador.

## Selección nacional

### Selección absoluta
El 6 de junio de 2021, Córdoba debutó con la selección absoluta de Panamá en una eliminatoria para el Mundial 2022 en la victoria 0 a 13 ante Anguila en el Estadio Nacional Rod Carewen donde fue titular, dio 3 asistencia y jugó todo el partido. En la Copa de Oro de la Concacaf 2021 jugó 1 partido en donde quedaron eliminados en las fase de grupos en donde quedaron en la tercera posición del grupo D. en la Clasificación de Concacaf para la Copa Mundial de Fútbol de 2022 jugó 1 partido en donde quedaron en la quinta posición de la octagonal final quedándose a un paso del repechaje.

### Participaciones en selección nacional
| Copa          | Sede           | Resultado      | Partidos | Goles |
| ------------- | -------------- | -------------- | -------- | ----- |
| Copa Oro 2021 | Estados Unidos | Fase de grupos | 1        | 0     |

## Clubes
| Club                | País      | Año             |
| ------------------- | --------- | --------------- |
| Tauro FC            | Panamá    | 2012 - 2016     |
| CA Independiente    | Panamá    | 2016 - 2022     |
| Zulia FC            | Venezuela | 2022            |
| Tauro FC            | Panamá    | 2022 - 2023     |
| Deportivo la Guaira | Venezuela | 2024            |
| CD Plaza Amador     | Panamá    | 2024 - presente |

## Palmarés

### Títulos nacionales
| Título                   | Club             | País   | Año     |
| ------------------------ | ---------------- | ------ | ------- |
| Primera División         | Tauro FC         | Panamá | 2013-A  |
| Liga Nacional de Ascenso | CA Independiente | Panamá | 2017-C  |
| Súper Final de Ascenso   | CA Independiente | Panamá | 2016-17 |
| Primera División         | CA Independiente | Panamá | 2018-C  |
| Primera División         | CA Independiente | Panamá | 2019-C  |
| Primera División         | CA Independiente | Panamá | 2020-C  |

## enlaces externos
- Ficha de Omar Córdoba en National-Football-Teams.com (en inglés)
- Ficha oficial de Omar Córdoba en Transfermarkt
- Ficha oficial de Omar Córdoba en Soccerway
- Ficha oficial de Omar Córdoba en CeroaCero
- Ficha oficial de Omar Córdoba en Footballdatabase

- Datos: Q107260366